# 劉易斯頓 (印地安納州)
劉易斯頓（英語：Lewiston）是位於美國印地安納州傑斯帕縣的一個非建制地區。該地的面積和人口皆未知。